# Cajanus
Genre
Cajanus est un genre de plantes à fleurs dicotylédones de la famille des Fabaceae, sous-famille des Faboideae, originaire des régions tropicales de l'Ancien Monde, qui comprend une trentaine d'espèces acceptées.
Ce sont des plantes grimpantes herbacées ou ligneuses, ou des arbrisseaux ou sous-arbrisseaux, aux feuilles composées pennées ou trifoliées.
L'une des espèces, Cajanus cajan, le pois d'Angole, domestiquée il y a 3500 ans dans le sous-continent indien, est largement cultivée.

## Liste d'espèces
Selon The Plant List (20 septembre 2018) :
- Cajanus acutifolius (F.Muell.) Maesen
- Cajanus albicans (Wight & Arn.) Maesen
- Cajanus aromaticus Maesen
- Cajanus cajan (L.) Millsp.
- Cajanus cajanifolius (Haines) Maesen
- Cajanus cinereus (F.Muell.) F.Muell.
- Cajanus confertiflorus F.Muell.
- Cajanus crassicaulis Maesen
- Cajanus crassus (King) Maesen
- Cajanus elongatus (Benth.) Maesen
- Cajanus goensis Dalzell
- Cajanus grandiflorus (Baker) Maesen
- Cajanus heynei (Wight & Arn.) Maesen
- Cajanus kerstingii Harms
- Cajanus lanceolatus (W.Fitzg.) Maesen
- Cajanus lanuginosus (S.T.Reynolds & Pedley) Maesen
- Cajanus latisepalus Maesen
- Cajanus lineatus (Wight & Arn.) Maesen
- Cajanus mareebensis (S.T.Reynolds & Pedley) Maesen
- Cajanus marmoratus (Benth.) F.Muell.
- Cajanus mollis (Benth.) Maesen
- Cajanus niveus (Benth.) Maesen
- Cajanus platycarpus (Benth.) Maesen
- Cajanus pubescens (Ewart & Morrison) Maesen
- Cajanus reticulatus (Dryand.) F.Muell.
- Cajanus rugosus (Wight & Arn.) Maesen
- Cajanus scarabaeoides (L.) Thouars
- Cajanus sericeus (Baker) Maesen
- Cajanus trinervius (DC.) Maesen
- Cajanus villosus (Baker) Maesen
- Cajanus viscidus Maesen
- Cajanus volubilis (Blanco) Blanco